# The Adventures of Kathlyn
The Adventures of Kathlyn er en amerikansk stumfilm fra 1913 af Francis J. Grandon.

## Medvirkende
- Kathlyn Williams som Kathlyn Hare.
- Charles Clary som Umballah.
- Horace B. Carpenter som Ramabai.
- Lafe McKee som Hare.
- Tom Santschi som John Bruce.